# خانه منجم‌باشی
خانه منجم باشی مربوط به دوره قاجار است و در لنگرود، روبروی اداره برق و سبز میدان واقع شده است. این خانه از آثار قدیمی و تاریخی لنگرود و نماد این شهر است و متعلق به خاندان منجم باشی است که با روی کار آمدن آغامحمدخان قاجار در گیلان صاحب نام و عنوان شدند و همچنین سالن و تزئینات این خانه نمونه‌ای از هنر معماری گیلان در دوره قاجار است.

## ساختار بنا
خانه منجم باشی در حال حاضر از یکدیگر مجزا می‌باشد هرچند در ابتدا به صورت یک مجموعه ایجاد گشته بود و شامل بیرونی، اندرونی، خلوت خانه، مسجد، حمام و… بوده است. ورودی اصلی ساختمان که «مهتابی» می‌باشد دارای سر در ورودی هلالی شکل و حاوی گچ‌بری ساده است، طبقه فوقانی شامل یک سالن پذیرایی و سه اتاق است، جلوی اتاق‌ها ایوانی به عرض یک متر و طول ۱۰ متر وجود دارد که چهار ستون چوبی سقف آن را سر پا داشته است، بام بنا به شیوه سنتی گیلان واشن ریزی شده و چوب یا سفال پوش است، لبه به شیوه سر بندی سه پوش و چکش برگردان ایجاد گشته است.
این اثر در تاریخ ۲۵ اسفند ۱۳۷۹ با شمارهٔ ثبت ۳۳۷۰ به‌عنوان یکی از آثار ملی ایران به ثبت رسیده است.